# Memories of Matsuko
Pour plus de détails, voir Fiche technique et Distribution.
Memories of Matsuko (en japonais : 嫌 わ れ 松子 の 一生, Kiraware Matsuko no Isshō) est un film japonais écrit et réalisé par Tetsuya Nakashima, sorti en 2006 et inspiré d'un roman de Muneki Yamada.

## Synopsis
Sho trie les biens de sa tante Matsuko récemment décédée et apprend progressivement de nombreux détails de la vie de sa tante.
Au début des années 1970, Matsuko était enseignante et avait une grande popularité à l'école. Toutefois, lorsque l'un de ses élèves, Ryu, commet un vol, Matsuko prend tout sur elle, ce qui aura des conséquences terribles pour le restant de sa vie.
Sho découvre aussi que sa tante a eu une enfance troublée, luttant afin d'attirer l'attention de son père qui reportait son affection sur la sœur de Matsuko souffrant de maladies chroniques.
Les relations de Matsuko avec les hommes étaient généralement difficiles. Elle a toujours rêvé d'amour parfait, mais sa vie était comme une spirale l'entraînant vers le bas, jusqu'à ce qu'elle devienne prostituée et qu'elle soit même emprisonnée.
Puis elle retrouve Ryu, qui se prend affection pour elle et est plein d'admiration pour ce qu'elle a fait. Elle pense avoir une nouvelle chance d'amour vrai, mais Ryu mène à cette époque une vie criminelle. Pour la protéger, Ryu préfère disparaître de sa vie et ce délaissement final fut désastreux pour Matsuko, qui ignorait à quel point elle affectait la vie des hommes qui l'aimaient.

## Distribution
- Miki Nakatani : Matsuko Kawajiri
- Eita : Shô Kawajiri
- Yūsuke Iseya : Yôichi Ryû
- Mikako Ichikawa : Kumi Kawajiri
- Asuka Kurosawa : Megumi Sawamura
- Gori : Shûji Ôkura
- Shinji Takeda : Onodera
- Yoshiyoshi Arakawa : Kenji Shimazu
- Gekidan Hitori : Takeo Okano
- Magy : le détective
- Shōsuke Tanihara : Shunji Saeki
- Takanori Takeyama : Vice-Principal
- Masahiro Kōmoto : Man with Stand on School Trip
- Nagisa Katahira : Herself
- Takuzō Kadono : Principal
- Midoriko Kimura : Tae Kawajiri
- Mari Hamada : Norio's Wife
- Hirotarō Honda : lui-même
- Tetsu Watanabe : Detective A
- Aki Takejō : gardien de prison
- Hana Kino : la policière
- Kyūsaku Shimada : le prêtre
- Hideo Sakaki : Megumi's Head Bodyguard
- Anna Tsuchiya : prisonnière C
- Kankurō Kudō : Tetsuya Yamekawa
- Akira Emoto : Kôzô Kawajiri

## Prix et distinctions
- Miki Nakatani remporte le prix de la meilleure actrice aux Hōchi Film Awards en 2006 et aux Asian Film Awards en 2007.